# Marcianise
Marcianise község (comune) Olaszország Campania régiójában, Caserta megyében. 

## Fekvése
A megye délkeleti részén fekszik. Határai: Acerra, Caivano, Capodrise, Carinaro, Gricignano di Aversa, Macerata Campania, Maddaloni, Orta di Atella, Portico di Caserta, San Marco Evangelista, San Nicola la Strada, Santa Maria Capua Vetere és Succivo.

## Története
Alapításának körülményei nem ismertek, viszont a környéken számos oszk, etruszk és római síremléket találtak. Első említése a 6. századból származik, ekkor telepedtek meg a vidéken az osztrogótok. 861-ben, valószínűleg Capuához hasonlóan a szaracénok elpusztították. A későbbiekben a Capuai Hercegség része lett. A településen többször is pusztított a pestis illetve kolera. 1706-ban csodával határos módon megmenekült egy újabb járványtól. Ezt annak a Szent Feszületnek tulajdonítják, amelyet a város katedrálisában őriznek. Miután a várost környékező mocsaras vidékeket lecsapolták elsősorban kender termesztésére használták, ami jelentősen hozzájárult a vidék gazdasági fejlődéséhez. A 19. században nyerte el önállóságát, amikor a Nápolyi Királyságban felszámolták a feudalizmust. A 20. században a vidéken számos vegyi üzem telepedett meg. 

## Népessége
A népesség számának alakulása:

## Főbb látnivalói
- Castel Airola
- Castel Loreano
- Madonna dell’Annunziata-templom